# Lophocampa arpi
Lophocampa arpi är en fjärilsart som beskrevs av Paul Dognin 1923. Lophocampa arpi ingår i släktet Lophocampa och familjen björnspinnare. Inga underarter finns listade i Catalogue of Life.